# Arbat (Ararat)
Pour les articles homonymes, voir Arbat.
Arbat (en arménien Արբաթ) est une communauté rurale du marz d'Ararat en Arménie. En 2008, elle compte 1 781 habitants.